# 松村謙三 (実業家)
松村 謙三 （まつむら けんぞう 1958年12月11日 - ）は、日本の実業家。ハズキルーペ会長。大阪府出身。プリヴェ企業再生グループの代表取締役会長、大阪大学大学院法学研究科客員教授、米国Tabor Academy高校理事、経済同友会金融市場委員会委員、経団連審議委員、学校法人武蔵野東学園理事長。

## 略歴
1997年にプリヴェチューリッヒ証券を設立、次いでプリヴェチューリッヒ企業再生グループ株式会社（現・プリヴェ企業再生グループ）を設立。
阪急電鉄（子会社に東宝、 宝塚歌劇団）、京成電鉄（子会社に  オリエンタルランド）の筆頭株主。
帝国ホテル買収報道では、全国紙の一面トップ、米国ウォールストリートジャーナル、英国フィナンシャルタイムズで連日報道される。
上場中堅5証券会社の筆頭株主となった。
プライベートエクイティ事業では、日産自動車からは三河日産自動車、静岡日産自動車を、富士通からは東証二部の神田通信工業、東武鉄道からは東武運輸2社（東武運輸栃木、東武運輸新潟）、SBIホールディングスからはエース証券を買収、タカラトミーからジャスダック上場企業を含む5社を買収するなど、多数の企業買収・資本参加を行っている。
そのうちの一社であるHazuki Companyの商品「ハズキルーペ」のCMが大ヒットとなり、会長自らCM総監督、脚本、プロデューサーとして考案、制作指揮した。CM3賞グランプリを受賞。
絹谷幸二、奥谷博、藤田嗣治のコレクターとして知られ、積水ハウスが梅田スカイビルに開館した「絹谷幸二　天空美術館」には、松村謙三コレクションの部屋に絹谷幸二の500号の傑作『富嶽龍神飛翔』などが貸与、展示されている。
過去に日動画廊主催の公募展「昭和会展」の審査委員を務めた
。